# Viktor Ilich Baránov
Viktor Ilich Baránov (en ruso: Ви́ктор Ильи́ч Бара́нов; Tula, Imperio ruso, 22 de diciembre de 1905jul./ 4 de enero de 1906greg.-Moscú, Rusia, 26 de octubre de 1996) fue un líder militar soviético que combatió durante la Segunda Guerra Mundial donde alcanzó el rango de teniente general (1943).
Baranov se unió al Ejército Rojo a principios de la década de 1920, luchando en la represión de los levantamientos antibolcheviques en el norte del Cáucaso. Se trasladó a las fuerzas mecanizadas emergentes a principios de la década de 1930 y fue condecorado por su mando de unidades de tanques en la Guerra civil española. Por su liderazgo de la 13.º Brigada de Tanques Ligeros durante la ruptura de la Línea Mannerheim durante la Guerra de Invierno, Baránov fue nombrado Héroe de la Unión Soviética. Estuvo al mando de la 1.ª División de Tanques en la Operación Defensiva Estratégica de Leningrado y terminó la guerra como comandante de las fuerzas blindadas y mecanizadas del Frente de Leningrado. Ocupó el último cargo a nivel de distrito y del ejército en la posguerra y se retiró del ejército a principios de la década de 1960. 

## Biografía

### Infancia y juventud
Viktor Ilich Baránov nació el 4 de enero de 1906 en Tula, gobernación de Tula (Imperio ruso), en el seno de una familia de clase trabajadora, Baranov se graduó de la escuela primaria y la Escuela Técnica de Tula antes de convertirse en trabajador de una fábrica.
Se alistó voluntario en el Ejército Rojo el 15 de septiembre de 1923, ingresando en la 17.ª Escuela de Infantería de Tula, que en 1924 se convirtió en la Escuela de Infantería de Vladikavkaz. Como aún era cadete, participó en la represión de las guerrillas antisoviéticas en Chechenia. Después de graduarse de la escuela en octubre de 1925, se convirtió en comandante de pelotón en el 64.º Regimiento de Fusileros de la 22.ª División de Fusileros del Distrito Militar del Cáucaso Norte, estacionado en Armavir (actual Armenia). Con su unidad, luchó en la represión de los levantamientos en el distrito de Khasavyurtovsky de Daguestán y en Mikoyan-Shajar, en el Óblast autónomo Karachái, durante 1926. Se convirtió en miembro del Partido Comunista en 1929.
Después de convertirse en comandante de pelotón de la escuela del regimiento en junio de 1931, Baranov fue transferido a la Brigada Mecanizada Independiente del Distrito Militar de Moscú en febrero de 1932, sirviendo como comandante de pelotón y comandante de compañía de ametralladoras del 6.º Batallón de Ametralladoras. Después de estudiar en los Cursos de Mejoramiento de Moscú para comandantes de las Fuerzas Motorizadas y Mecanizadas del Ejército Rojo entre enero y octubre de 1933, regresó a su puesto anterior. En septiembre de 1934, fue nombrado comandante de una compañía de tanques del 3.er Batallón de Tanques de la 13.ª Brigada Mecanizada del 5.º Cuerpo Mecanizado, estacionada en Naro-Fominsk (óblast de Moscú). Se desempeñó como subjefe del Estado Mayor del batallón entre febrero de 1935 y junio de 1936.
Baranov, entonces un capitán, luchó en la Guerra Civil Española entre octubre de 1936 y noviembre de 1937, inicialmente al mando de una compañía de tanques. Después de un grupo de blindados soviéticos equipados con tanques T-26 y automóviles blindados BA-6 y FAI, liderados por el Kombrig Dmitri Pávlov, comenzó a llegar a España a principios de diciembre de 1936, la 1.ª Brigada de Tanques Republicana comenzó a formarse a partir del grupo, y Baranov se convirtió en comandante de su 1.er Batallón de Tanques. Cuando el Asedio de Madrid se reanudó el 3 de enero de 1937, la brigada fue enviada al frente, llegando tres días después para participar en la contraofensiva republicana. El batallón de Baránov luchó en batallas defensivas junto a las tropas republicanas entre el 6 y el 10 de enero, durante las cuales sus BA-6 destruyeron varios tanques franquistas. En febrero, Baránov y la brigada participaron en la Batalla del Jarama, donde los T-26 de Pávlov impidieron el éxito de la cabeza de puente franquista, lo que permitió la llegada de refuerzos republicanos y finalmente el fracaso de la ofensiva rebelde, pero a un gran precio pues los antitanques inutilizaron o destruyeron el 30% de los efectivos de tanques republicanos.
El 2 de enero de 1937, tras su regreso de España, por su coraje en combate, recibió la Orden de la Estrella Roja y la Orden de la Bandera Roja el 24 de octubre de ese mismo año. Además fue ascendido a mayor en 1937. Después, fue puesto a disposición de la Dirección de Personal del Ejército Rojo, y en abril de 1938 fue nombrado comandante de la 31.ª Brigada Mecanizada del Distrito militar de Leningrado acantonada en Stary Petergof, siendo ascendido a coronel ese año. Unos meses más tarde, la brigada se reorganizó como la 13.ª Brigada de Tanques Ligeros del 10.º Cuerpo de Tanques.

### Segunda Guerra Mundial
Comandó su brigada durante la Guerra de Invierno. En febrero de 1940, comandó un grupo móvil del 7.º Ejército que incluía su brigada y la 15,ª Brigada de Fusileros Motorizados y Ametralladoras durante el avance soviético contra la Línea Mannerheim. El grupo, en cooperación con la 123.ª División de Fusileros, rompió las defensas finlandesas en el área de Kämärä. Durante la toma de la posición fortificada de Pienpiro, Baranov demostró «alta capacidad organizativa, coraje y valentía». Por su decisiva actuación para romper las posiciones fortificadas finlandesa, recibió el título de Héroe de la Unión Soviética y la Orden de Lenin el 21 de marzo de 1940, además fue promocionado al rango de kombrig.

Durante las operaciones contra los finlandeses blancos, el camarada coronel Baranov demostró ser un comandante valiente y valiente. Desde el 13 de febrero al 13 de marzo de 1940, su brigada, como parte del 50.° Cuerpo de Fusileros, tuvo la tarea principal de desarrollar un gran avance en el sector fortificado en cooperación con la 123.° División de Fusileros. La brigada realizó bien esta tarea. A lo largo de la lucha, fue un ejemplo de movilidad, cohesión y determinación para atacar al enemigo. El camarada Baranov desplegó hábil y cuidadosamente [sus] fuerzas, organizó operaciones militares para derrotar a los bandidos blancos finlandeses en las áreas de las estaciones [ferroviarias] de Kämärä, Lähde y Leipäsuo, [y] mostró especial coraje y galantería en las batallas por la captura de Pienpiro. [Él es] digno de [el] premio estatal de la Orden de Lenin.
Recomendación para la concesión de la Orden de Lenin a Baranov, actualizada posteriormente a Héroe de la Unión Soviética.

Baránov, quien recibió el rango de mayor general el 4 de junio, fue nombrado comandante de la 1.ª División de Tanques del 1.er Cuerpo Mecanizado en junio de 1940. Se sometió a reentrenamiento en los Cursos de Perfeccionamiento para Oficiales Superiores (KUVNAS) de la Academia Militar Frunze entre noviembre de 1940 y mayo de 1941, luego regresó a su mando. Desde el comienzo de la Operación Barbarroja, Baranov lideró la división como parte del  14.º Ejército en el sector de Kandalaksha. Desde el 30 de junio estaba intentando detener el avance finlandés bajo el mando del Frente Norte (Unión Soviética). Después del avance alemán en Luga (Óblast de Leningrado) y Kingisepp la división se trasladó al área de Krasnogvardeysk. Posteriormente, la 1.ª División de Tanques luchó en defensa de la línea de Vólosovo, Lago Ilmen, Krasnoye Selo, Taytsy, Gatchino y  Pushkin, deteniendo temporalmente el avance alemán. El avance alemán dividió la división en dos partes, una defendiendo en el área de Pusjin y la otra en Oranienbaum. A finales de septiembre, la división se reorganizó en la 123.º Brigada de Tanques, donde continuó al mando. Lo dirigió como parte del 54.º Ejército durante septiembre y octubre en varias ofensivas fallidas en el área de Mga hacia Nevskoy Dubrovki.
Nombrado comandante en jefe adjunto de las fuerzas blindadas del 54.º ejército en abril de 1942, Baranov se convirtió en comandante en jefe adjunto de las fuerzas de tanques del Frente de Leningrado en junio de 1942 y comandante en jefe de las fuerzas blindadas y mecanizadas del frente en enero de 1943. En esta posición, participó en la Operación Iskra, la Ofensiva de Leningrado-Novgorod, Ofensiva de Krasnoye Selo-Ropsha, Ofensiva de Víborg-Petrozavodsk, Ofensiva del Báltico, Ofensiva de Tartu y la Ofensiva de Narva. El 15 de diciembre de 1943, fue ascendido a teniente general. En abril de 1945 fue enviado a estudiar en la Academia Militar del Estado Mayor de las Fuerzas Armadas de la URSS.

### Posguerra
Después de graduarse de cursos acelerados en la academia en enero de 1946, Baranov fue puesto a disposición del comandante en jefe de las fuerzas blindadas y mecanizadas del Ejército Rojo. Nombrado comandante en jefe de las Fuerzas Blindadas y Mecanizadas del Distrito Militar de Leningrado en junio de 1946, fue transferido para ocupar el mismo cargo con el Distrito Militar del Lejano Oriente a finales de mayo de 1950 y el 15.º Ejército en agosto de 1953.
En noviembre de 1954, completó los Cursos Académicos Superiores de un año de la Academia Voroshilov, En febrero de 1955, se convirtió en asesor militar superior del comandante de las fuerzas blindadas y mecanizadas del Ejército Popular de Checoslovaquia. Desde enero de 1957, fue inspector general de Fuerzas Blindadas y Mecanizadas del cuartel general de las Fuerzas Armadas Unificadas de la Organización del Tratado de Varsovia y de la Décima Dirección del Estado Mayor Soviético.
El 25 de febrero de 1961, fue transferido a la reserva. Después de licenciarse del ejército fijó su residencia en Moscú, donde murió el 26 de octubre de 1996. Fue enterrado en el cementerio de Golovinskoye de la capital moscovita.

## Promociones
- Capitán (1935)
- Mayor (1937)
- Coronel (febrero de 1938)
- Kombrig (21 de marzo de 1940)
- Mayor general de blindados (4 de junio de 1940)
- Teniente general de blindados (15 de diciembre de 1943).[11][12]

## Condecoraciones
A lo largo de su carrera militar, Viktor Ilich Baránov recibió las siguientes condecoraciones:
- Héroe de la Unión Soviética (N.º 134, 21 de marzo de 1940);
- Orden de Lenin, dos veces (21 de marzo de 1940, ?);
- Orden de la Bandera Roja, cinco veces;
- Orden de la Estrella Roja;
- Orden de Kutúzov;
- Orden de la Guerra Patria de 1.er grado, dos veces;
- Medalla Conmemorativa por el Centenario del Natalicio de Lenin "Al Valor Militar"
- Medalla por la Defensa de Leningrado
- Medalla por la Defensa del Ártico soviético
- Medalla de la victoria sobre Alemania en la Gran Guerra Patriótica 1941-1945
- Medalla Conmemorativa del 20.º Aniversario de la Victoria en la Gran Guerra Patria de 1941-1945
- Medalla Conmemorativa del 30.º Aniversario de la Victoria en la Gran Guerra Patria de 1941-1945
- Medalla Conmemorativa del 40.º Aniversario de la Victoria en la Gran Guerra Patria de 1941-1945
- Medalla Conmemorativa del 50.º Aniversario de la Victoria en la Gran Guerra Patria de 1941-1945
- Medalla de Veterano de las Fuerzas Armadas de la URSS
- Medalla del 30.º Aniversario de las Fuerzas Armadas de la URSS
- Medalla del 40.º Aniversario de las Fuerzas Armadas de la URSS
- Medalla del 50.º Aniversario de las Fuerzas Armadas de la URSS
- Medalla del 60.º Aniversario de las Fuerzas Armadas de la URSS
- Medalla del 70.º Aniversario de las Fuerzas Armadas de la URSS
- Medalla de Zhúkov